# Nicolaus Rundelius
Nicolaus Erici "Nils" Rundelius, född 1606 i Örebro, död 1670, var den förste kyrkoherden i Askersunds stad.
Rundelius prästvigdes 1639 i Strängnäs, och kom därefter att studera vid Dorpats universitet, i dåvarande svenska Livland.
Rundelius var kyrkoherde i Askersunds stad åren 1643–1670. Rundelius avled 1670, och begravdes den 14 november 1670.